# カルダリウム

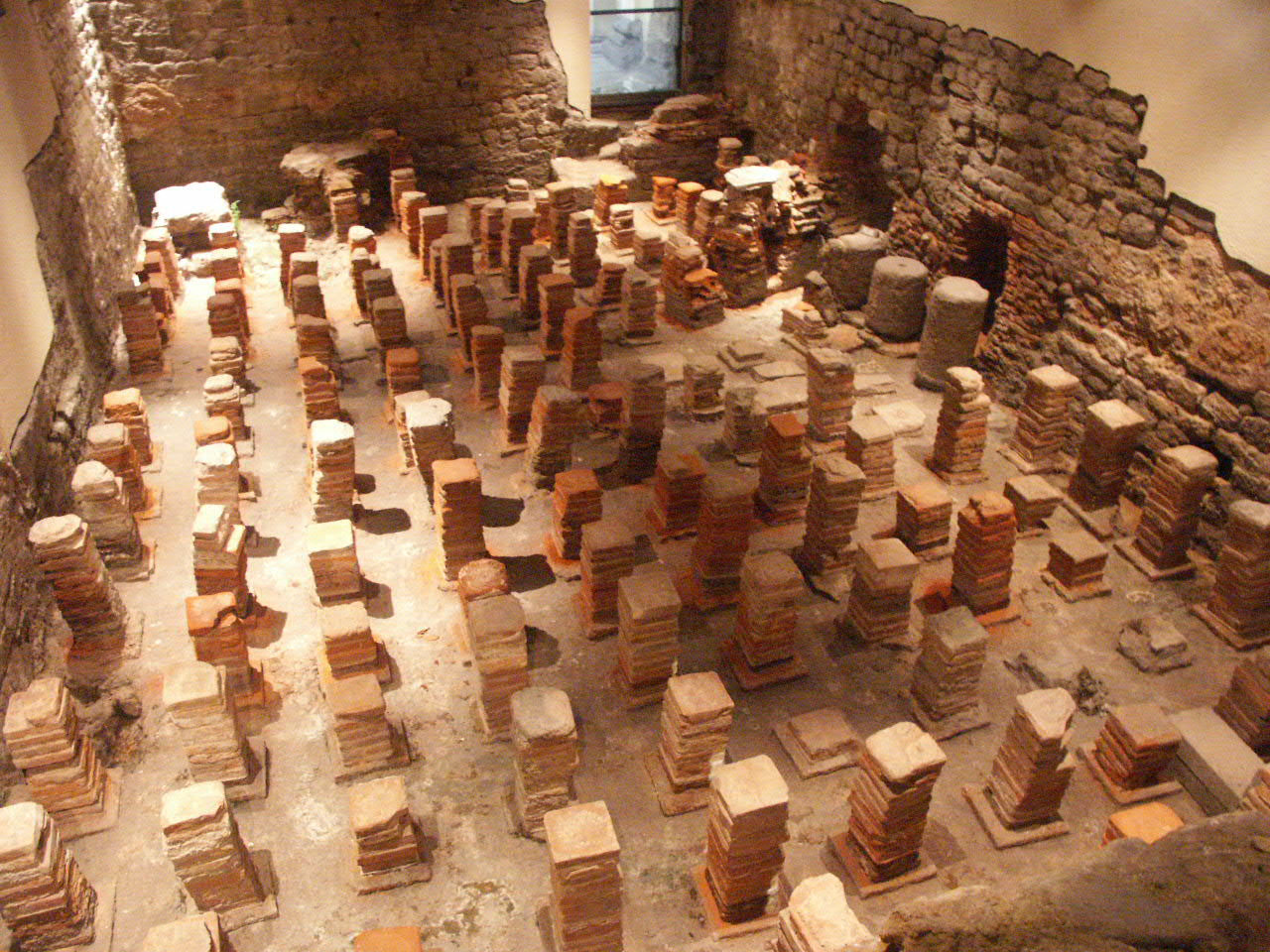
古代ローマの公衆浴場のカルダリウム（バース）。部屋を暖める熱い空気を流す床下の構造を見せるため、床面をはがしてある。

カルダリウム（caldarium）は古代ローマの公衆浴場にあった高温浴室。カリダリウム（calidarium）、ケッラ・カルダリア（cella caldaria）、ケッラ・コクティリウム（cella coctilium）などとも。
床暖房システムの一種であるハイポコーストで熱した非常に高温多湿の部屋である。公衆浴場の中でも最も高温の部屋で、入浴者はその後テピダリウム、フリギダリウムと進んでいく。
カリダリウムには、お湯をはった湯船があり、時にはサウナのように汗を流すラコニクム（laconicum）もあった。
浴場の利用者は、オリーブ・オイルで身体を洗浄し、肌かき器を使って余分なオリーブ・オイルを取り除いた。
欧米では、体育館やスパにある床が暖かい部屋をカルダリウムと呼ぶ。